# 美国陶瓷学会
美国陶瓷学会（英語：American Ceramic Society）是一个美国的陶瓷学会。有11000名会员，来自75个国家和地区，会员身份包括工程师、科学家、研究员、制造商、工厂技术员、教育家、学生、市场和销售人员。

## 历史
1898年2月6日在哥伦布 (俄亥俄州)举行的第一次年会上成立， 之后会员数量、出版物和影响力均大幅增长。1918年，该学会开始出版《美国陶瓷学会杂志》，该杂志至今仍是陶瓷领域最受尊敬的期刊之一。
第二次世界大战期间，学会的科学家通过支持开发用于军事的先进陶瓷材料，包括雷达技术、装甲板以及飞机和火箭的耐热部件，为战争做出了重大贡献。
第二次世界大战后，受材料科学技术进步的推动，陶瓷行业经历了快速增长。学会因此扩大了研究范围，包括新设立的电子陶瓷、先进结构陶瓷和生物材料等。
在此期间，学会推出了其他出版物，例如《国际应用陶瓷技术杂志》和《国际应用玻璃科学杂志》，以满足其成员的不同兴趣。